# Karel Urbánek (Fußballspieler)
Karel Urbánek (* 16. April 1972 in Turnov, Tschechoslowakei; † 11. Mai 2007 in Prag) war ein tschechischer Fußballspieler.
Urbánek bestritt 167 Spiele in der Tschechoslowakischen und Tschechischen Liga, 1995 wurde er mit dem SK Hradec Králové Tschechischer Pokalsieger. Für die Tschechoslowakische U21-Auswahl bestritt Abwehrspieler der zwischen 1992 und 1993 drei Spiele.

## Karriere
Karel Urbánek begann mit dem Fußballspielen bei Sklostroj Turnov, ehe er mit 14 Jahren zu Slovan Liberec wechselte. 1991 ging der Abwehrspieler zum SK Hradec Králové, wo er den Sprung in die erste Mannschaft schaffte. In den folgenden Jahren gehörte Urbánek zur Stammformation und gewann mit seinem Klub 1995 den Tschechischen Pokal. Im Endspiel gegen Viktoria Žižkov musste er acht Minuten vor Spielende verletzungsbedingt ausgewechselt werden.
Zur Saison 1998/99 wechselte Urbánek zu Petra Drnovice. Anfang 1999 ging er in die erste russische Liga nach Nischni Nowgorod und war somit der erste tschechische Legionär in Russland. Obwohl er regelmäßig spielte, verließ er die russische Liga wegen schlechten Bedingungen nach nur einem Jahr und spielte anschließend kurz für den FK Jablonec. In der Spielzeit 2000/01 stand er beim slowakischen Verein 1. FC Košice unter Vertrag, kam aber selten zum Einsatz. Im Winter 2001/02 ging Karel Urbánek zum tschechischen Drittligisten Slovan Varnsdorf, wo er seine Karriere beendete.
Im Jahr 2005 wurde bei Karel Urbánek Krebs diagnostiziert, am 11. Mai 2007 erlag er in Prag seiner Krankheit.